# Leon Baptiste
Leon Baptiste (né le 23 mai 1985) est un athlète britannique spécialiste du sprint (100 et 200 m).
Son meilleur temps était de 20 s 53 (+1,3 m/s) obtenu à Loughborough le 23 mai 2010, avant qu'il ne remporte le titre de Champion du Commonwealth à New Delhi.
Sur 100 m, il a réalisé 10 s 26 à Genève en 2008.
Il avait été demi-finaliste sur 100 m lors des Championnats du monde junior à Grosseto en 2004 (en 10 s 48) et premier lors des Championnats d'Europe juniors de Tampere en 2003, en 10 s 50.

## Palmarès
| Année | Compétition                  | Lieu      | Résultat | Épreuve   | Performance |
| ----- | ---------------------------- | --------- | -------- | --------- | ----------- |
| 2003  | Championnats d’Europe junior | Tampere   | 1er      | 100 m     | 10 s 50     |
| 2003  | Championnats d’Europe junior | Tampere   | 1er      | 4 x 100 m | 40 s 37     |
| 2010  | Jeux du Commonwealth         | New Delhi | 1er      | 200 m     | 20 s 45     |
| 2010  | Jeux du Commonwealth         | New Delhi | 1er      | 4 x 100 m | 38 s 74     |